# ژان-فرانسوا لافیله
ژان-فرانسوا لافیله (فرانسوی: Jean-François Laffillé‎؛ زادهٔ ۷ مهٔ ۱۹۶۲) دوچرخه‌سوار اهل فرانسه است.